# Nederlandse kampioenschappen indooratletiek 2017
De Nederlandse kampioenschappen indooratletiek 2017 werden op zaterdag 11 en zondag 12 februari 2017 georganiseerd. Plaats van handeling was het sportcentrum Omnisport Apeldoorn.
Het NK Indoor Meerkamp werd gehouden in het weekend van 4 en 5 februari in Apeldoorn.

## Uitslagen

### 60 m
| rang   | atleet              | prestatie |
| ------ | ------------------- | --------- |
| Goud   | Solomon Bockarie    | 6,68 s    |
| Zilver | Devron Jepma        | 6,71 s    |
| Brons  | Giovanni Codrington | 6,72 s    |

| rang   | atlete         | prestatie |
| ------ | -------------- | --------- |
| Goud   | Naomi Sedney   | 7,28 s    |
| Zilver | Madiea Ghafoor | 7,32 s    |
| Brons  | Bowien Jansen  | 7,41 s    |

### 200 m
| rang   | atleet          | prestatie |
| ------ | --------------- | --------- |
| Goud   | Chidel Cecilia  | 21,67 s   |
| Zilver | Daan Lubberdink | 21,76 s   |
| Brons  | Rik Jansen      | 22,22 s   |

| rang   | atlete           | prestatie |
| ------ | ---------------- | --------- |
| Goud   | Lieke Klaver     | 23,82 s   |
| Zilver | Myke van de Wiel | 24,68 s   |
| Brons  | Leonie van Vliet | 25,02 s   |

### 400 m
| rang   | atleet              | prestatie |
| ------ | ------------------- | --------- |
| Goud   | Liemarvin Bonevacia | 46,82 s   |
| Zilver | Tony van Diepen     | 46,87 s   |
| Brons  | Terrence Agard      | 46,94 s   |

| rang   | atlete           | prestatie |
| ------ | ---------------- | --------- |
| Goud   | Madiea Ghafoor   | 52,88 s   |
| Zilver | Lisanne de Witte | 52,95 s   |
| Brons  | Marit Dopheide   | 53,38 s   |

### 800 m
| rang   | atleet            | prestatie |
| ------ | ----------------- | --------- |
| Goud   | Thijmen Kupers    | 1.49,21   |
| Zilver | Vincent Hazeleger | 1.50,81   |
| Brons  | Wilfred van Holst | 1.51,81   |

| rang   | atlete           | prestatie |
| ------ | ---------------- | --------- |
| Goud   | Sanne Verstegen  | 2.01,83   |
| Zilver | Suzanne Voorrips | 2.06,14   |
| Brons  | Danaïd Prinsen   | 2.07,17   |

### 1500 m
| rang   | atleet                | prestatie |
| ------ | --------------------- | --------- |
| Goud   | Bram Anderiessen      | 3.58,34   |
| Zilver | Luuk Wagenaar         | 3.58,65   |
| Brons  | Jelmer Van der Linden | 3.59,11   |

| rang   | atlete                 | prestatie |
| ------ | ---------------------- | --------- |
| Goud   | Jasmijn Bakker         | 4.39,91   |
| Zilver | Nicole Weijling-Dissel | 4.44,35   |
| Brons  | Anouk van Gils         | 4.44,65   |

### 3000 m
| rang   | atleet           | prestatie |
| ------ | ---------------- | --------- |
| Goud   | Bas Van Hooren   | 8.26,14   |
| Zilver | Alwin Roovers    | 8.27,55   |
| Brons  | Flores Weverling | 8.29,09   |

| rang   | atlete            | prestatie |
| ------ | ----------------- | --------- |
| Goud   | Maureen Koster    | 9.19,17   |
| Zilver | Veerle Bakker     | 9.44,71   |
| Brons  | Marijke de Visser | 9.46,01   |

### 60 m horden
| rang   | atleet       | prestatie |
| ------ | ------------ | --------- |
| Goud   | Koen Smet    | 7,83 s    |
| Zilver | Job Beintema | 7,97 s    |
| Brons  | Paul Groen   | 8,11 s    |

| rang   | atlete         | prestatie |
| ------ | -------------- | --------- |
| Goud   | Nadine Visser  | 7,98 s    |
| Zilver | Sharona Bakker | 8,10 s    |
| Brons  | Eefje Boons    | 8,22 s    |

### verspringen
| rang   | atleet              | prestatie |
| ------ | ------------------- | --------- |
| Goud   | Steven Nuytinck     | 7,53 m    |
| Zilver | Joeri van der Hooft | 7,33 m    |
| Brons  | Dudley Boeldak      | 7,25 m    |

| rang   | atlete             | prestatie |
| ------ | ------------------ | --------- |
| Goud   | Tara Yoro          | 5,95 m    |
| Zilver | Lianne van Krieken | 5,79 m    |
| Brons  | Carlijn ter Laak   | 5,78 m    |

### hink-stap-springen
| rang   | atleet       | prestatie |
| ------ | ------------ | --------- |
| Goud   | Sander Hage  | 15,24 m   |
| Zilver | Tarik Tahiri | 14,81 m   |
| Brons  | Scott Boon   | 14,59 m   |

| rang   | atlete            | prestatie |
| ------ | ----------------- | --------- |
| Goud   | Meruska Eduarda   | 12,32 m   |
| Zilver | Patricia Krolis   | 12,28 m   |
| Brons  | Maureen Herremans | 12,25 m   |

### hoogspringen
| rang   | atleet           | prestatie |
| ------ | ---------------- | --------- |
| Goud   | Sven van Merode  | 2,12 m    |
| Zilver | Jan Peter Larsen | 2,09 m    |
| Brons  | Marius Wouters   | 2,06 m    |

| rang   | atlete             | prestatie |
| ------ | ------------------ | --------- |
| Goud   | Marlies van Haaren | 1,76 m    |
| Zilver | Nadine Broersen    | 1,76 m    |
| Brons  | Melissa de Haan    | 1,76 m    |

### polsstokhoogspringen
| rang   | atleet           | prestatie |
| ------ | ---------------- | --------- |
| Goud   | Rutger Koppelaar | 5,63 m    |
| Zilver | Menno Vloon      | 5,63 m    |
| Brons  | Nils Mulder      | 5,28 m    |

| rang   | atlete             | prestatie |
| ------ | ------------------ | --------- |
| Goud   | Marijke Wijnmaalen | 4,10 m    |
| Zilver | Femke Pluim        | 4,10 m    |
| Brons  | Kiliana Heymans    | 4,00 m    |

### kogelstoten
| rang   | atleet         | prestatie |
| ------ | -------------- | --------- |
| Goud   | Patrick Cronie | 19,24 m   |
| Zilver | Erik Cadée     | 18,82 m   |
| Brons  | Remco Goetheer | 18,15 m   |

| rang   | atlete              | prestatie |
| ------ | ------------------- | --------- |
| Goud   | Melissa Boekelman   | 17,54 m   |
| Zilver | Jorinde van Klinken | 16,25 m   |
| Brons  | Benthe König        | 15,74 m   |

### Zevenkamp/Vijfkamp[1]
| rang   | atleet            | prestatie |
| ------ | ----------------- | --------- |
| Goud   | Bas Markies       | 5824 p    |
| Zilver | Trystan de Weerdt | 5249 p    |
| Brons  | Nout Wardenburg   | 5193 p    |

| rang   | atlete        | prestatie |
| ------ | ------------- | --------- |
| Goud   | Nadine Visser | 4428 p    |
| Zilver | Chanté Samuel | 3931 p    |
| Brons  | Michelle Oud  | 3915 p    |

1969 · 
1970 · 
1971 · 
1972 · 
1973 · 
1974 · 
1975 · 
1976 · 
1977 · 
1978 · 
1979 ·
1980 · 
1981 · 
1982 · 
1983 · 
1984 · 
1985 · 
1986 · 
1987 · 
1988 · 
1989 · 
1990 · 
1991 · 
1992 · 
1993 · 
1994 · 
1995 · 
1996 · 
1997 · 
1998 · 
1999 · 
2000 · 
2001 · 
2002 · 
2003 · 
2004 · 
2005 · 
2006 · 
2007 · 
2008 · 
2009 · 
2010 · 
2011 · 
2012 · 
2013 · 
2014 ·
2015 ·
2016 ·
2017 ·
2018 ·
2019 · 
2020 · 
2021 · 
2022 · 
2023 · 
2024 · 
2025